# Byzantská říše v době Komnenovců
Byzantská říše, resp. středověká Římská říše (řecky Βασιλεία Ῥωμαίων, Basileía Rhōmaíōn v latince, latinsky Imperium Romanum), dosáhla v době vlády Komnenovců v letech 1081 až 1185 posledního velkého rozmachu. A to jak na poli politickém, tak i kulturním a hospodářském. Dynastie vládla Byzantské říši 104 let.

## Historie

### Předcházející události
Komnénovská éra započala v době velkých potíží a nestability Byzantského impéria. Po období ohromujících úspěchů a expanze za Makedonské dynastie (854–1054), nastala doba stagnace a úpadku říše. Ta vyvrcholila v hospodářskou a politickou krizi, navíc Byzanc ztratila přes polovinu svých území.
Problémy říše způsobila rostoucí moc šlechty, která oslabila vojenskou strukturu říše a poddolovala úspěšný systém themat. Tento úpadek začal po smrti mocného císaře Basileia II. roku 1025. Po něm se na byzantském trůně vystřídalo mnoho slabých panovníků, kteří rozmrhali obrovské poklady nashromážděné Basileiem za dvorní slavnosti a císařský ceremoniál a poté šetřili na armádě, ta však byla nyní potřeba víc než kdy jindy k obraně východních provincií.
Armáda se nyní nacházela na pokraji úplného rozkladu, byla nedostatečně vyzbrojená a vedená špatnými generály. Navíc byla smíšená s různými žoldnéři všech možných národností. Mnoho vojákům se nikdy nedostalo řádného výcviku.
Tato negativní tendence byla v době, kdy se na scéně objevili noví nepřátelé, přímo zhoubná. Na západě se objevili Normané a na východě Seldžučtí Turci. Normané, původně žoldnéři ze severu začali útočit kolem roku 1040 na byzantské pevnosti. Proti nim byl císařem vyslán Georgios Manikes s velkou armádou. Ten proti Normanům vedl rázné a úspěšné tažení (1042). Avšak záhy byl odvolán císařem zpět do Konstantinopole. Rozhněvaný Manikes se prohlásil sám císařem a porazil na Jadranském pobřeží císařskou armádu. Nicméně zemřel na následky vážného zranění. Normané do roku 1071 vypudili Byzantince z Itálie. Bylo to po dlouhých 500 letech co byla Itálie zbavena byzantské kontroly.
Přes závažnost této ztráty došlo k největší katastrofě v Malé Asii. Shodou okolností ve stejném roce jako byla ztracena Itálie. Seldžučtí Turci, i když bojovali s fátimovským Egyptem, prováděli loupeživé nájezdy na území byzantské Arménie a východní Anatolie. Císař Romanos IV. Diogenes se rozhodl této hrozbě čelit a pokusil se zreorganizovat armádu. Po částečném zotavení byzantské armády vytáhl na východ proti Turkům. Došlo k bitvě u Mantnzikertu roku 1071 a císař překvapivě utrpěl porážku. Přestože sultán Alp-Arslan byl k císaři velmi shovívavý došlo v následujících letech ke ztrátě celé Malé Asie.
Po svém propuštění zjistil Romanus, že jeho nepřátelé se proti němu spikli a zbavili jej trůnu. Po dvou porážkách se Roman vzdal a zemřel, když byl umučen. Nový vládce Michael VII. Dukas odmítl mírovou smlouvu mezi sultánem a Romanem. A právě v reakci na to, začali Turci pronikat hlouběji do malé Asie, již ne jako nájezdníci, ale jako dobyvatelé. Turci se nesetkali se žádným odporem. Navíc v celé říši panoval chaos a císařství se utápělo v domácích válkách. Malá Asie byla ztracena. Od roku 1080 ztratila říše asi 78 000 km².

### Alexios I. Komnenos

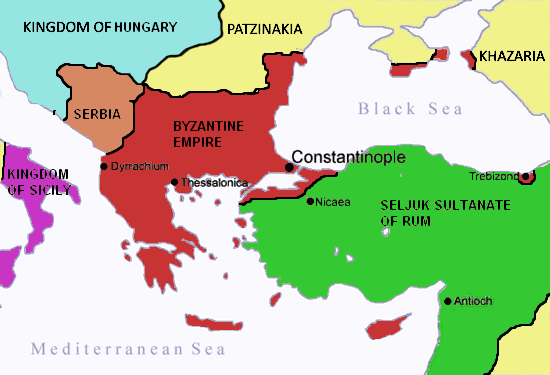
Byzantská říše při nástupu Alexia I. na trůn kolem roku 1081

S nástupem Komnenovců začal nový a poslední vzestup Byzantské říše. Toto období se někdy nazývá Komnénovská renesance. Prvním vládcem s tohoto rodu byl Alexios I. Komnenos (Jehož život a vláda byly popsány ve slavné knize jeho dcery Anny Komneny). Alexios I. vládl dlouhých 37 let a jeho vláda byla z velké části zaplněna válkami proti nepřátelům říše. V době jeho nástupu na trůn byla říše uvržena v chaosu a občanských válkách.
Ihned po nástupu vlády byl Alexios I. nucen čelit invazi Normanů v čele Roberta Guiscarda a jeho syna Bohemunda z Tarentu, kteří oblehli Larissu. Alexios vedl osobně své síly proti Normanům, avšak byl poražen v bitvě u Dyrrhachia. Alexios sám byl zraněn, avšak hrozba Normanů byla zažehnána roku 1085 po smrti Roberta.
Nicméně nejhorší problémy měly teprve přijít. Říše neměla téměř žádné finanční prostředky, daňový systém a ekonomika byly v troskách, inflace se vymkla kontrole a mince byla těžce znehodnocená. Dokonce existovalo šest různých nomismat. Ve své zoufalé situaci byl císař nucen financovat tažení proti Normanům ze zdrojů Pravoslavné církve, především díky darům (či půjčce) od Konstantinopolského patriarchy.

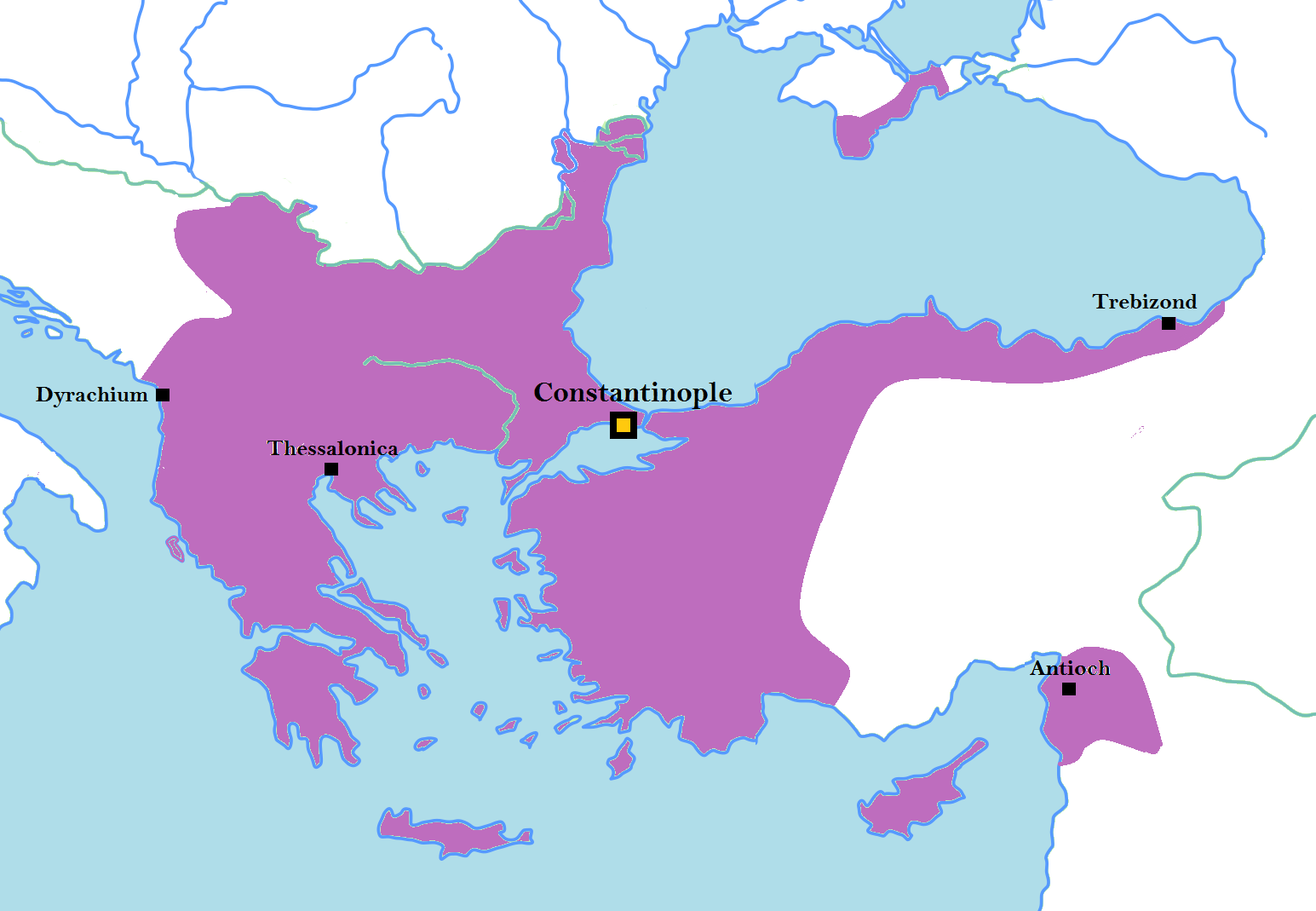
Říše za vlády Manuela I. kolem roku 1170

Jako by říše neměla již tak dost problémů, vypuklo povstání Bogomilů v Bulharsku. Bogomilové se spojili s kočovnými Pečeněgy, kteří roku 1087 překročili přes zamrzlý Dunaj a vpadli na území říše, nakonec se i přes zarputilou obranu Byzantinců probojovali ke Konstantinopoli a spolu s emírem ze Smyrny obléhají Konstantinopol. Císař však získal na svou stranu Kumány a s jejich pomocí uštědřil 29. dubna 1091 Pečeněgům drtivou porážku v krvavé bitvě u Levunia, nedaleko ústí řeky Maricy.
Po vítězství nad nepřáteli říše, se císař mohl konečně začít věnovat obnově státu. Alexios musel řešit hlavně ekonomickou situaci říše a opět vybudovat novou armádu. Staré thematové zřízení se postupně začalo rozpadat a místo toho thema nahradily menší územní jednotky – pronie, v čele s pronoiáriem, což byl de facto dědičný vlastník půdy. Touto feudalizací se Byzanc přiblížila státům západního typu.